# Lionello Accrocciamuro
Lionello Accrocciamuro oder Leonello Accrocciamuro († 1458) war ein italienischer Condottiere, Herzog von Celano und Baron von Carapelle Calvisio.

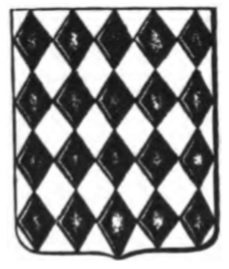
Wappen der Familie Accrocciamuro

## Leben
Lionello Accrocciamuro (auch bekannt als Leonello Acclocciamuro, Acclozamora oder Accrocciamura) wurde zu einem unbekannten Zeitpunkt als Sohn von Rinaldo/Riccardo Accrocciamuro und einer Schwester von Jacopo Caldora, deren Name unbekannt ist, geboren. Er hatte einen Bruder, Cola Antonio, Baron von Carpineto Sinello, und eine Schwester, Giovannella, Ehefrau von Princivalle di Sangro.
Seine Ausbildung erfolgte in der Söldnertruppe seines Onkels Jacopo Caldora und er diente den größten Teil seines Lebens treu den Anjou im Königreich Neapel. Im Oktober 1436 wurde er in Pescara von Hauptleuten des aragonesischen Heeres überrascht und gefangen genommen. Kurz darauf wurde er freigelassen und erhielt von Giovanni Vitelleschi den Auftrag, die Truppen seines Cousins Antonio Caldora nach Marigliano zu führen, was ihm jedoch nicht gelang, da er von Orso Orsini angegriffen wurde und nach Neapel fliehen musste. Anschließend wurde er nach Capitanata geschickt, um Francesco Sforza zu unterstützen. Obwohl er militärisch unterlegen war, griff er am 10. Juli 1441 das Lager von Alfons V. von Aragon in Troia an. Er erlitt eine Niederlage, erreichte aber, dass sein Gegner die Belagerung der Stadt aufgab und sich nach Biccari zurückzog. Erst nachdem Renatus das Königreich endgültig verloren hatte, war er gezwungen, den neuen Herrschern des Konigreiches Neapel, den Aragoniern, zu dienen. Im Jahr 1452 begleitete er Friedrich III. von Habsburg nach Neapel, um König Alfons zu empfangen. Lionello Accrocciamuro starb 1458. Sein ältester Sohn Ruggero erbte seinen Besitz.

## Nachkommen
1440 heiratete er in dritter Ehe Jacovella da Celano, eine Nachfahrin der Grafen Marsi, die ihm als Mitgift die Grafschaft Celano mitbrachte und ihm zwei Söhne und eine Tochter schenkte: Ruggero, Pietro und Isabella, die Frau von Guglielmo del Balzo.

## Bauwerke

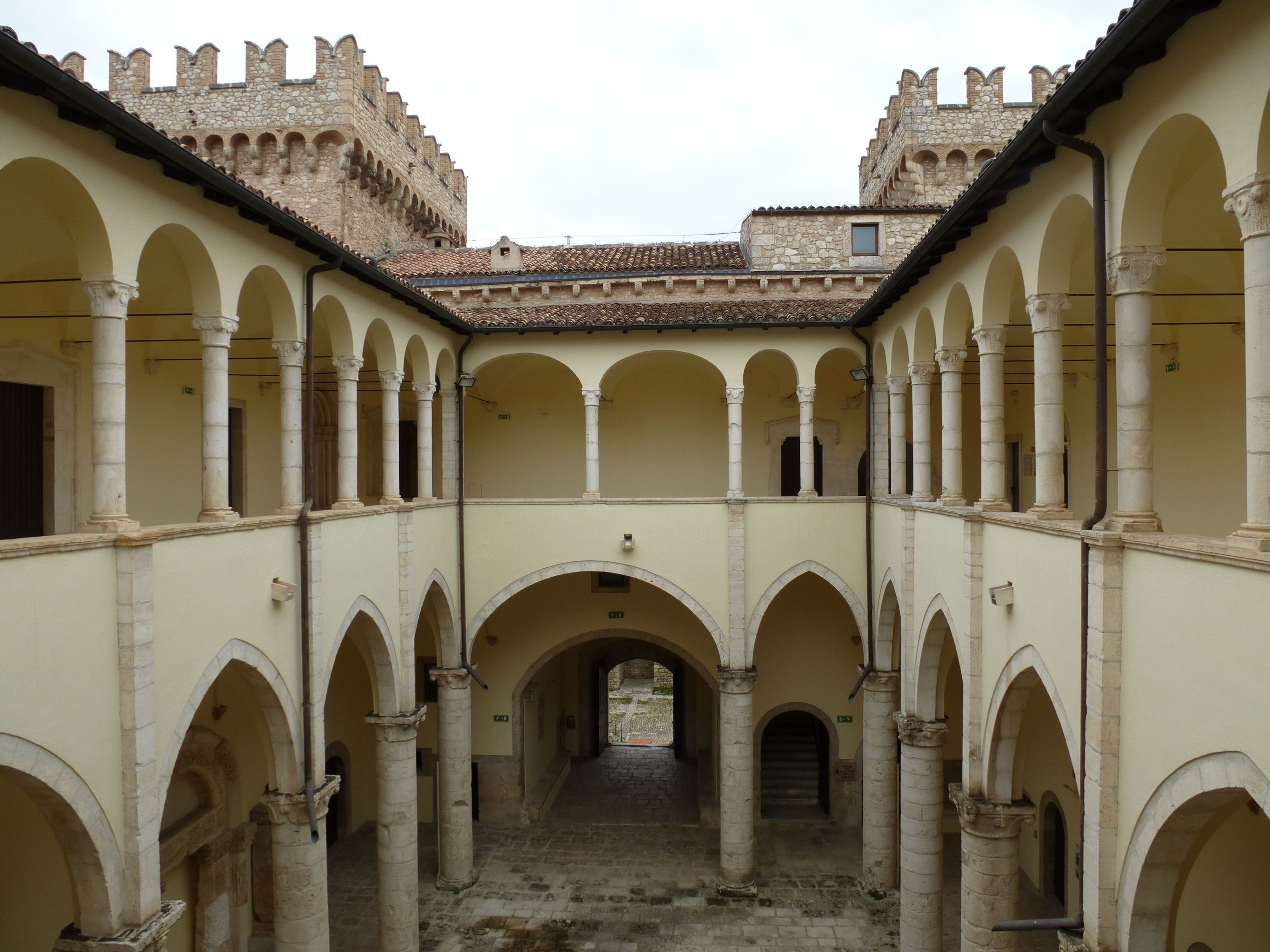
Innere Loggia des Castello di Celano

Lionello ließ die Arbeiten bis zur Loggia des Castello di Balsorano fortsetzen, nahm Änderungen an der Kirche Santa Maria delle Grazie und an der Kirche Sant’Angelo di Celano vor und vollendete 1451 das Castello di Celano, indem er das Hauptgeschoss, die vier Ecktürme und die charakteristischen Zinnen errichten ließ und dem Bauwerk sein heutiges Aussehen verlieh. Unter seiner Herrschaft ließ er schließlich den Weg zwischen Celano und Foggia von den Aragonesen ausbauen und erreichte damit, dass dieser Hirtenweg zum Eckpfeiler der Wirtschaft von Celano wurde.